# شتورم غراتس
شتورم غراتس (بالإنجليزية: Sportklub Sturm Graz)‏ هو نادي كرة قدم يتخذُ من مدينة غراتس في النمسا مقرًا له حيث ينشطُ في الدوري النمساوي لكرة القدم. تأسَّسَ النادي عام 1909، ويلعبُ بقميصٍ من اللونينِ الأبيض والأسود. فازَ شتورم غراتس طوال تاريخه ببطولة الدوري النمساوي ثلاث مرات؛ حيث تُوِّجَ بأول بطولةٍ عام 1998 فيما فاز بالبطولة الثانيّة عام 1999 والبطولة الثالثة عام 2011 كما شاركَ عدة مرات في دوري أبطال أوروبا الدوري الأوروبي. يُعتبر نادي غراتزر أي كاي أشدَّ منافسي شتورم غراتس في النمسا.

## التاريخ

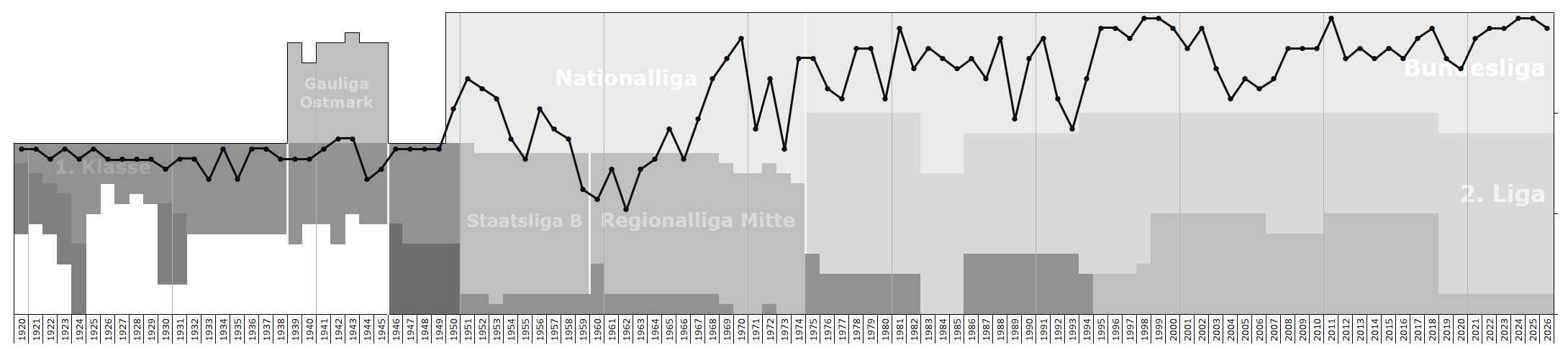
الرسم البياني لأداء شتورم غراتس

### التأسيس
تأسَّسَ نادي شتورم غراتس عام 1909 وذلك بعد تسع سنواتٍ من تأسيسِ خصمه التقليديّ غراتزر أي كاي الذي ظهر عام 1902. حقَّقَ الفريقُ بين عامي 1921 و1949 نجاحًا كبيرًا بعدما فازَ ببطولة ستيريا الإقليمية 11 مرة. جعلَ ما يُعرف بالآنشلوس عام 1938 النمسا جزءًا من ألمانيا النازية فأصبحت الأنديّة النمساوية جزءًا من الأنديّة الألمانية. ظهرَ شتورم غراتس عام 1940 في كأس ألمانيا، ثم تأهل عام 1941 للعبِ في جوليجا أوستمارك (بالإنجليزية: Gauliga Ostmark)‏ أحد الدوريات الإقليمية في الدرجة الأولى في ألمانيا. انسحب الفريق جزئيًا خلال موسم 1941–42 قبل أن يهبطَ لدوري الدرجة الثانيّة حينما حلَّ في المركز الحادي عشر في الموسم التالي. عادَ شتورم غراتس عام 1949 للمنافسة في الدوري النمساوي حيث كان أول فريقٍ غير مقيمٍ في فيينا ينشطُ في النمسا.

### 1981: بداية النجاح
أول نجاحٍ كبيرٍ للنادي جاء تحت قيادة أوتو باريتش عندما أنهى الفريقُ موسم 1980–81 في المركز الثاني ثمّ وصلَ في موسم 1983–84 لربع نهائي كأس الاتحاد الأوروبي حيث غادر البطولة على يدِ نوتينغهام فورست بعدما سجَّل الأخير هدف الفوز من ركلة جزاءٍ في الوقت الإضافي.

### 1992: بداية عهد جديد
أصبحَ هانس كارتنيج في كانون الأول/ديسمبر 1992 رئيسًا جديدًا للنادي فعيَّن صديقه المقرب هاينز شيلشر مدربًا للفريق. كان يُعاني النادي في ذلك الوقت من مشاكل ماليّة كبيرة حيث بلغت ديونه رقمًا قياسيًا، ومع ذلك فقد واصلَ تقديم مردودٍ جيّدٍ في المباريات التي كان يخوضها ثم قرر الرئيس بمساعدةٍ من المدرب أن أفضل مسار لإخراج النادي من مشاكله هو الامتناع عن التعاقدِ مع لاعبين كبار يُكلّفون خزينة النادي مبالغ ماليّة كبيرة بل توجَّهَ الفريق النمساوي للتعاقدِ معَ اللاعبين الشباب والاكتفاء بلاعبيه إلى أن عُيّن ميلان دوريتشيش مدربًا للفريق عام 1993.

### 1994 – 2002: المشاركات الأوروبية
تولَّى المدرب البوسني إيفيكا أوسيم عام 1994 مهمة إدارة نادي شتورم غراتس الذي كان يُعاني من مشاكل جمَّة تلك الفترة، لكنَّ أوسيم أثبت هذا أنه نقطة تحولٍ حاسمةٍ في تاريخ النادي بعدما نجح في تكوين فريق قوي ويُحسب له عبر عددٍ من اللاعبين الشباب وعديمي الخبرة الموجودين تحت تصرفه مع عقدِ صفقاتٍ لا بأس بها معَ لاعبين بارزين من ذوي الخبرة. كان أولُ نجاحٍ للفريق هو احتلالهُ لوصافة الترتيب في جدول الدوري عام 1995، ثم فاز النادي في العام الموالي بأول لقبٍ له وذلك بعدما تغلَّبَ على أدميرا فاكر مودلينغ في نهائي الكأس.
فاز شتورم غراتس عام 1998 بأول لقبٍ له في الدوري النمساوي، فبعدما كان بعيدًا نوعًا ما على فرق الصدارة نجحَ الفريق النمساوي في الفوزِ بسبع مباريات مؤجلة متربعًا على عرشِ جدول الترتيب فيما بعد. سجَّل شتورم رقمين قياسيين خلال هذا الموسم، فقد ظلَّ الفريقُ من دون هزيمةٍ في أول 12 مباراة له ثم حافظَ على هذه السلسلة في 19 مباراة أخرى في وقت لاحق من الموسم الذي حصدَ خلالهُ 81 نقطة وهو رقمٌ قياسي نمساوي جديد ليُتوَّج بذلك باللقب على بُعدِ 19 نقطة كاملة من أقربِ مطارديهِ نادي رابيد فيينا. شهدَ هذا الموسم أيضًا بروز عددٍ من لاعبي نادي شتورم غراتس بما في ذلك «المثلث السحريّ» كما عُرف في وسائل الإعلامِ حينها وهم ماريو هاس وهانس رينماير وإيفيكا فاستيتش.
شهد عام 1999 احتفاظ شتورم غراتس باللقب محليًا، بل تُوِّجَ بالإضافةِ إلى ذلك بلقبي الكأس وكأس السوبر مُحقّقًا أول ثلاثيّة له، فضلًا عن مشاركتهِ في التصفيات المؤهلة لدوري أبطال أوروبا ومع أنه فشل في التأهل لدور المجموعات لكن أدائه كان مقبولًا إلى حدٍ كبيرٍ حتى أنه فرض التعادل السلبي في وقتٍ ما على نادي سبارتاك موسكو الروسي الذي يفوقه من حيث القيمة الفنيّة لللاعبين. شارك الفريقُ النمساوي موسم 1999–20 في التصفياه المؤهلة لدوري أبطال أوروبا للمرة الثانية تواليًا على الرغمِ من خسارته للقبِ الدوري لصالحِ تيرول إنسبروك لكنّ مركز الوصافة كان كافيًا لحصدِ بطاقةٍ للمنافسة في تصفيات دوري الأبطال.
أوقعت قرعة دوري الأبطال نادي شتورم غراتس – بعد تخطّيه لمرحلة التصفيّات بنجاح – في المجموعة الرابعة رفقة كلٍ من غلطة سراي التركي ونادي رينجرز الإسكتلندي ثمّ موناكو الفرنسي. نجحَ النادي النمساوي المرور للدور الثاني لأول مرةٍ في تاريخه مواصلًا تحقيق الإنجازات. على الجانبِ المقابل، لم يكن أداء شتورم في الدوري المحليّ بنفس أدائه في دوري الأبطال حيث حلَّ رابعًا في جدول الترتيب وهو المركز الأسوأ للفريق تحتَ قيادة المدرب أوسيم.
بعد الإنجازِ الكبير في دوري أبطال أوروبا، فرَّط الفريقُ النمساوي في عددٍ من لاعبيه ولم يعقد صفقات قويّة لتعويض رحيل عناصر مؤثرة. ساهمت محاولة المدرب وباقي الإدارة في تطوير الفريق سريعًا في خسارة الكثير من الأرباح التي جناها النادي خلال مشاركتهِ في دوري الأبطال، ولم يستثمر سوى القليل في إنشاء أكاديمية قد تمدُّ الفريق الأول بعناصر شابة. رغمَ كلّ هذه المشاكل، نجحَ الفريقُ في احتلال مركز الوصافة من جديدٍ في جدول ترتيب الدوري لكنه فشل في تخطّي مرحلة التصفيات للتأهل لدوري أبطال أوروبا. تسبَّب هذا الإخفاق إلى جانبِ الانتقادات المتزايدة من رئيس النادي إلى رحيل أوسيم بعدما قضى ثماني سنوات على رأس الإدارة الفنيّة للنادي.

### 2002 – 2009: المشاكل المالية

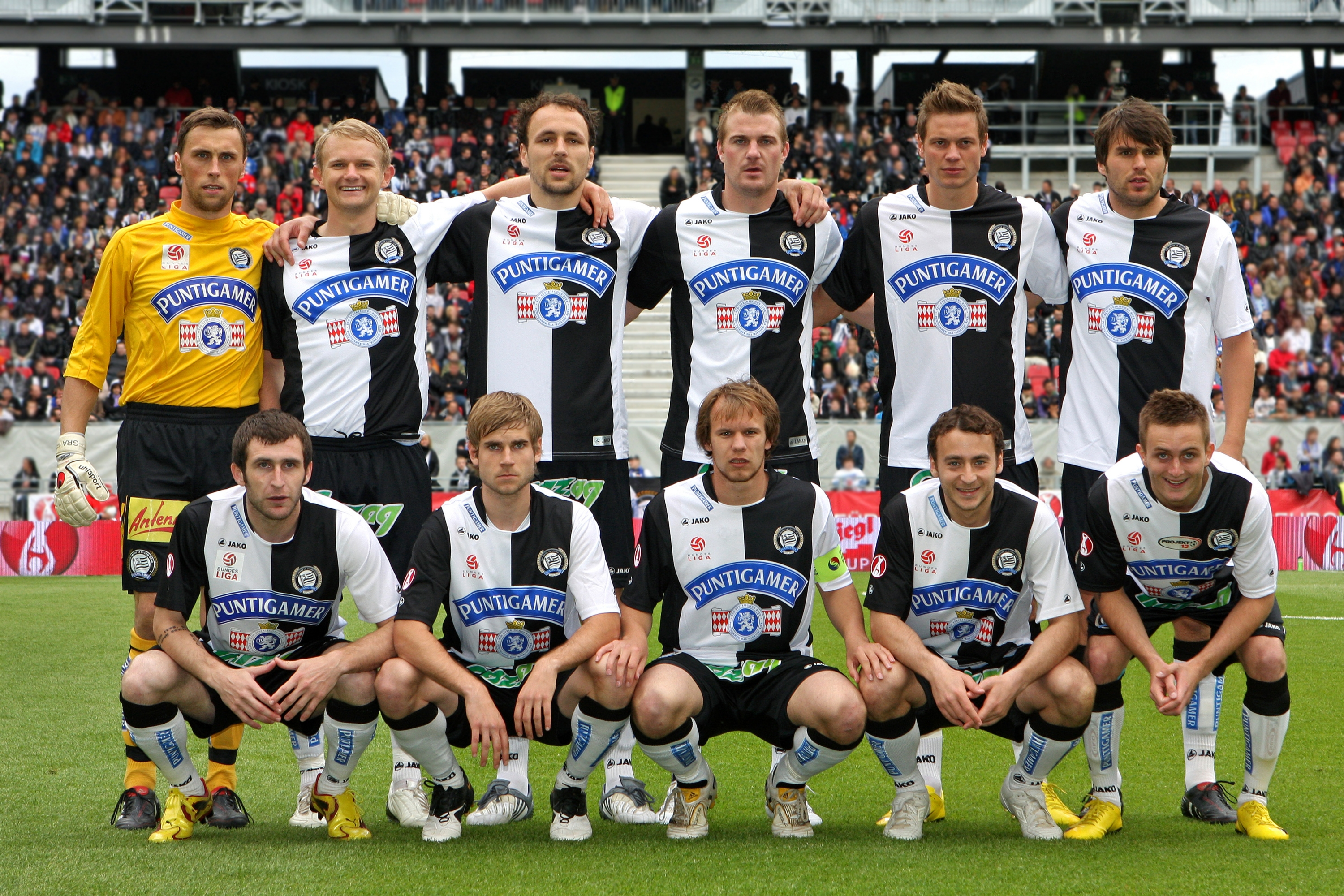
فريقُ شتورم غراتس الفائز بلقبِ الكأس عام 2010

كانت تجربة كلٍ من المدربانِ فرانكو فودا وجيلبرت غريس مع النادي
سيئة (سبع هزائمٍ في تسع مباريات)، وهو ما أدى إلى إقالةِ الثنائي معًا بعد تجربة قصيرة وتعيين مايكل بتروفيتش للإشرافِ فنيًا على إدارة النادي في خريف 2003. ركّز بتروفيتش على بناء فريقٍ من المواهب الشابة وقد قدم أداءً لا بأس به بين عامي 2004 و2005 على الرغمِ من احتلال الفريق للمركز السابع في جدول ترتيب الدوري. واجهَ النادي خلال تلك الفترة مشاكل مالية، بل إنه قدم في الأول من أيلول/سبتمبر 2006 التماسًا بالإفلاس لسُلطات الضرائب. اضطرَّ النادي بسببِ الوضع المالي الصعب إلى الاعتمادِ على اللاعبين الشباب الذين سُرعان ما باعهم الفريق للانتعاشِ ماليًا. غادرَ المدرب مايكل بتروفيتش النادي وحلَّ محله فرانكو فودا.

### 2009 – الآن: نجاحات جديدة

الشعار السابق للفريق

حلَّ شتورم غراتس في المركز الرابع في جدول ترتيب الدوري موسم 2009، ثم عوَّض عن مستواه المتذبذب محليًا حينما تأهل لمرحلة المجموعات من الدوري الأوروبي موسم 2009–10 حيث أوقعتهُ القرعة مع جالطة سراي التركي وباناثينايكوس اليوناني ودينامو بوخارست الأوكراني. فاز الفريقُ عام 2010 بكأسِ النمسا في كلاغنفورت أمام 25,000 من مشجعيه ضدّ نادي فينر نوستادت. كان هذا العدد هو أكبر عددٍ من المشجعين الذين يُسافرون لحضور مباراة في ولاية غير ولاية النادي. تحسّنت وضعية الفريق مع مرور السنوات حتى أنه فاز بالبطولة النمساوية موسم 2010–11، بل خاض مباراة تأهيلية ضد يوفنتوس في الدوري الأوروبي وهي المباراة التي ساهمت في تحقيق النادي لبعض الشهرة خارج حدود النمسا.
خاض الفريق في موسم 2011–12 مرحلة التصفيات المؤهلة لدوري أبطال أوروبا حيثُ تمكَّن من إقصاءِ النادي الهنغاري مول فيهيرفار ثم أقصى نادي زستافوني من جورجيا، لكنه فشل في آخر مباراة فاصلة حينما هُزم على يدِ باتي بوريسوف فضمنَ التأهل على الأقل لمرحلة المجموعات من الدوري الأوروبي. أوقعت القرعة النادي النمساوي الطامح للذهابِ بعيدًا في المسابقة الأوروبيّة هذه المرة مع أندرلخت ولوكوموتيف موسكو وأيك أثينا ومع ذلك فقد فشلَ النادي في تقديم الأداء الذي انتظرهُ جماهيره بل إنه فشل حتى محليًا حينما احتلَّ المركز الخامس في جدول الترتيب وهو ما نجمَ عنه إقالة مباشرة للمدرب فرانكو فودا بعدما قضى ستّ سنوات على رأسِ الإدارة الفنيّة. تعاقدَ شتورم غراتس مع المدرب بيتر هيبالا ليخلف فرانكو، فكانت بدايتهُ جيّدة إلى حدٍ بعيدٍ لكن النادي شهد انتكاسات معه في وقتٍ لاحقٍ وهو ما أدى في النهاية إلى إقالةِ بيتر هو الآخر وذلك قبل نهاية الموسم الذي حلَّ فيه الفريق رابعًا وضمن بالتالي التأهل للدوري الأوروبي للعام التالي. عيّن إدارة النادي المدرب داركو ميلانيتش الذي فاز بالعديد من الألقاب مع ماريبور في سلوفينيا للإشرافِ فنيًا على الفريق حيث تولَّى زمام قيادته في موسم 2013–14.

## الملعب

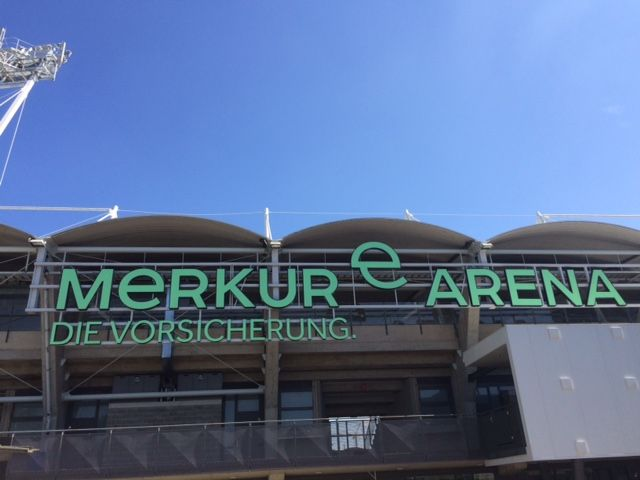
ملعب يو بي إس أرينا

كان ملعبُ جروبن (بالإنجليزية: Gruabn)‏ هو ملعب الفريق لسنوات عديدة وهو الملعب الذي يتسعُ لأكثر من 12,000 متفرجًا. تميّز هذا الملعب بصغر حجمه وبُقربِ الجماهير من أرضية الملعب وبالتالي من اللاعبين. بدأ نادي شتورم غراتس في التخلّي عن هذا الملعب تدريجيًا عام 1997 حينما جعلهُ ميدانًا للتدريب ولمباريات الشباب والهواة فيما انتقل الفريق الأول للعبِ مبارياته داخل الديار على أرضيّة ملعب أرنولد شوارزنيجر الذي أصبحَ ملعبًا مشتركًا بين شتورم غراتس ومنافسه التقليدي غراتزر أي كاي. غُيّر اسم الملعب في شباط/فبراير 2006 إلى ملعب يو بي إس أرينا، وبحلول تموز/يوليو 2016 فازت شركة ماركور أنسيرونس (بالإنجليزية: Merkur Insurance)‏ بحقوق رعاية الملعب فغيّرت هي الأخرى اسمهُ إلى ماركور أرينا (بالإنجليزية: Merkur Arena)‏ لكنه ظلَّ يُعرف في وسائل الإعلام وبين الجمهور باسمِ يو بي إس أرينا.

## الألتراس
أظهرت دراسةٌ نُشرت في عام 2008 من قبل معهد أبحاث السوق الألماني سبورت + ماركت (بالإنجليزية: Sport + Markt)‏ أنَّ عدد مشجّعي نادي شتورم غراتس بلغَ حوالي 360 ألف مشجعٍ في جميع أنحاء النمسا، وهو ثاني أكبر عدد من المناصرين بعدَ نادي رابيد فيينا، فيما قُدِّرَ عدد مشجعي الفريق على المستوى الأوروبي بحوالي 410,000 متفرج وهو ما يجعلُ النادي في المركز 117 من حيثُ أكثر النوادي شعبية في أوروبا.
تُساند نادي شتورم غراتس عددٌ من مجموعات المعجبين أو الألتراس لعلَّ أشهرها جيولز شتورم (بالألمانية: Jewels Sturm) وبريجاتا غراتس (بالألمانية: Brigata Graz) اللتانِ تأسَّستا عام 1994 وغراتس ستورمفلوت (بالألمانية: Grazer Sturmflut) التي تأسَّسَت بعد ذلك بعامين. يتمتع معجبو نادي شتورم غراتس بصداقة قوية للغاية مع معجبي نادي كارلسروه الذي ينشطُ في دوري الدرجة الثانية الألماني، كما أن لديهم اتصالاتٍ مع مشجعي فيردر بريمن ومشجعي نادسي بيزا وكارارا في الدوري الإيطالي فضلًا عن روابط حَسَنة مع مشجّعي نادي ماريبور. في المقابل، تحتدمُ المنافسة بين مشجعي شتورم غراتس ومشجّعي الغريمِ التقليدي غراتزر أي كاي. تُعرف المباراة بين الفريقينِ بديربي غراتس أو ديريي غراتز وعادة ما تشهدُ تنافسًا ونديّة كبيرينِ اقتُرح عام 1974 دمجُ الناديين معًا في نادٍ واحدٍ تحتَ اسمِ إف سي غراتس لكنّ جماهير الفريقين رفضتا هذه الخطوة وعارضتا فكرة الاندماج كليًّا.
لعب الفريقانِ منذُ عام 1920 وحتى عام 2007 (مع استثناء المباريات الودية) 197 مباراة منها 185 في الدوري (130 على المستوى الاحترافي و55 على مستوى الهواة) بالإضافةِ إلى خمس لقاءاتٍ في كأس النمسا ومباراة واحدة في كأس السوبر النمساوي ومبارتانِ في كأس ألمانيا وأربع مباريات في كأس ستيريا. لُعبَ أول ديربي بين الفريقينِ عام 1911، فيما كان الأخير في السابع عشر من أيار/مايو 2007. تحتدمُ المنافسة أيضًا بين شتورم غراتس وناديي أوستريا فيينا ورابيد فيينا من مدينة فيينا ويرجعُ ذلك إلى تاريخ المنافسة على الألقاب والبطولات بين النوادي الثلاث، كما يكرهُ مناصرو نادي شتورم غراتس نادي ريد بول سالزبورغ (أوستريا سالزبورغ سابقًا) وذلك بعدما استحوذت عليهِ شركة المشروبات الطاقيّة ريد بول.

## الألقاب
- الدوري النمساوي

- البطل (3) : 1997-98، 1998-99، 2010–11
- الوصيف (6): 1980–81، 1994–95 ، 1995–96، 1999–20، 2001–02، 2017–18

- كأس النمسا

- البطل (5) : 1995–96، 1996–97، 1998–99، 2009–10، 2017–18
- الوصيف (4): 1947–48 ، 1974–75، 1997–98، 2001–02

- كأس السوبر النمساوي

- البطل (3) : 1996، 1998، 1999
- الوصيف (2): 1997، 2002

- أبطال الهواة (1): 1934
- دوري أبطال أوروبا (3 مشاركات): 1998–99، 1999–20، 2000–01
- كأس الاتحاد الأوروبي (11 مشاركة): 1970–71، 1974–75، 1978–79، 1981–82، 1983–84 (ربع النهائي)، 1988–89، 1991–92، 1995–96، 1999–2000، 2002–03
- كأس إنترتوتو (1): 2008(بطل مُشتَرَك)[51]

## السجلات الأوروبية
- Q = التأهيل
- P = تمهيدي
- PO أو Play-off = مباراة فاصلة

| الموسم  | البطولة              | الجولة   | الدولة           | النادي              | الذهاب            | الإياب        |
| ------- | -------------------- | -------- | ---------------- | ------------------- | ----------------- | ------------- |
| 1970–71 | الدوري الأوروبي      | 1        | فنلندا           | إيلفس               | 3–0               | 2–4           |
| 1970–71 | الدوري الأوروبي      | 2        | إنجلترا          | أرسنال              | 1–0               | 0–2           |
| 1974–75 | الدوري الأوروبي      | 1        | بلجيكا           | رويال أنتويرب       | 2–1               | 0–1           |
| 1975–76 | كأس الكؤوس الأوروبية | 1        | بلغاريا          | سلافيا صوفيا        | 3–1               | 0–1           |
| 1975–76 | كأس الكؤوس الأوروبية | 2        | المجر            | زومبثايلي هالاداس   | 2–0               | 1–1           |
| 1975–76 | كأس الكؤوس الأوروبية | QF       | ألمانيا الغربية  | آينتراخت فرانكفورت  | 0–2               | 0–1           |
| 1978–79 | الدوري الأوروبي      | 1R       | ألمانيا الغربية  | بروسيا مونشنغلادباخ | 1–2               | 1–5           |
| 1981–82 | الدوري الأوروبي      | 1        | الاتحاد السوفيتي | سيسكا موسكو         | 1–0               | 1–2           |
| 1981–82 | الدوري الأوروبي      | 2        | السويد           | غوتبورغ             | 2–2               | 2–3           |
| 1983–84 | الدوري الأوروبي      | 1        | رومانيا          | ستيودينتيسك بوخارست | 0–0               | 2–1           |
| 1983–84 | الدوري الأوروبي      | 2        | إيطاليا          | هيلاس فيرونا        | 0–0               | 2–2           |
| 1983–84 | الدوري الأوروبي      | 3        | ألمانيا الشرقية  | لوكوموتيف لايبزيغ   | 2–0               | 0–1           |
| 1983–84 | الدوري الأوروبي      | QF       | إنجلترا          | نوتينغهام فورست     | 1–1 (بعد التمديد) | 0–1           |
| 1988–89 | الدوري الأوروبي      | 1        | سويسرا           | سيرفيت              | 0–0               | 0–1           |
| 1991–92 | الدوري الأوروبي      | 1        | هولندا           | أوترخت              | 0–1               | 1–3           |
| 1995–96 | الدوري الأوروبي      | Q        | جمهورية التشيك   | سلافيا براغ         | 0–1               | 1–1           |
| 1996–97 | كأس الكؤوس الأوروبية | 1        | جمهورية التشيك   | سبارتا براغ         | 2–2               | 1–1           |
| 1997–98 | كأس الكؤوس الأوروبية | 1        | قبرص             | أبويل               | 3–0               | 1–0           |
| 1997–98 | كأس الكؤوس الأوروبية | 2        | اليونان          | أيك أثينا           | 1–0               | 0–2           |
| 1998–99 | دوري أبطال أوروبا    | Q2       | المجر            | أويبست              | 4–0               | 3–2           |
| 1998–99 | دوري أبطال أوروبا    | 4        | روسيا            | سبارتاك موسكو       | 0–2               | 0–0           |
| 1998–99 | دوري أبطال أوروبا    | 4        | إيطاليا          | إنتر ميلان          | 0–2               | 0–1           |
| 1998–99 | دوري أبطال أوروبا    | 4        | إسبانيا          | ريال مدريد          | 1–5               | 1–6           |
| 1999–00 | دوري أبطال أوروبا    | Q3       | سويسرا           | سيرفيت              | 2–1               | 2–2           |
| 1999–00 | دوري أبطال أوروبا    | 1        | فرنسا            | أولمبيك مارسيليا    | 3–2               | 0–2           |
| 1999–00 | دوري أبطال أوروبا    | 1        | إنجلترا          | مانشستر يونايتد     | 0–3               | 1–2           |
| 1999–00 | دوري أبطال أوروبا    | 1        | كرواتيا          | دينامو زغرب         | 1–0               | 0–3           |
| 1999–00 | الدوري الأوروبي      | 3        | إيطاليا          | بارما               | 3–3 (بعد التمديد) | 1–2           |
| 2000–01 | دوري أبطال أوروبا    | Q2       | إسرائيل          | هابوعيل تل أبيب     | 3–0               | 2–1           |
| 2000–01 | دوري أبطال أوروبا    | Q3       | هولندا           | فاينورد             | 2–1               | 1–1           |
| 2000–01 | دوري أبطال أوروبا    | 1        | إسكتلندا         | رينجرز              | 2–0               | 0–5           |
| 2000–01 | دوري أبطال أوروبا    | 1        | تركيا            | غلطة سراي           | 3–0               | 2–2           |
| 2000–01 | دوري أبطال أوروبا    | 1        | فرنسا            | موناكو              | 2–0               | 0–5           |
| 2000–01 | دوري أبطال أوروبا    | 3        | إسبانيا          | فالنسيا             | 0–5               | 0–2           |
| 2000–01 | دوري أبطال أوروبا    | 3        | إنجلترا          | مانشستر يونايتد     | 0–2               | 0–3           |
| 2000–01 | دوري أبطال أوروبا    | 3        | اليونان          | باناثينايكوس        | 2–0               | 2–1           |
| 2001    | كأس إنترتوتو         | 2        | سويسرا           | لوزان               | 0–1               | 3–3           |
| 2002–03 | دوري أبطال أوروبا    | Q3       | إسرائيل          | مكابي حيفا          | 3–3               | 0–2           |
| 2002–03 | الدوري الأوروبي      | 1        | إسكتلندا         | ليفينغستون          | 5–2               | 3–4           |
| 2002–03 | الدوري الأوروبي      | 2        | بلغاريا          | ليفسكي صوفيا        | 1–0               | 0–1 (ر.ج 8–7) |
| 2002–03 | الدوري الأوروبي      | 3        | إيطاليا          | لاتسيو              | 1–3               | 1–0           |
| 2005    | كأس إنترتوتو         | 1        | أندورا           | رينجرز              | 5–0               | 1–1           |
| 2005    | كأس إنترتوتو         | 2        | ألمانيا          | فولفسبورغ           | 1–3               | 2–2           |
| 2008    | كأس إنترتوتو         | R        | بيلاروس          | شاختيور سوليجورسك   | 2–0               | 0–0           |
| 2008    | كأس إنترتوتو         | 3        | المجر            | بودابست هونفيد      | 0–0               | 2–1           |
| 2008–09 | الدوري الأوروبي      | Q2       | سويسرا           | زيورخ               | 1–1 (2–4 ر.ج)     | 1–1           |
| 2009–10 | الدوري الأوروبي      | Q2       | البوسنة والهرسك  | شيروكي برييغ        | 2–1               | 1–1           |
| 2009–10 | الدوري الأوروبي      | Q3       | الجبل الأسود     | بتروفاش             | 5–0               | 2–1           |
| 2009–10 | الدوري الأوروبي      | Play-off | أوكرانيا         | ميتاليست خاركيف     | 1–1               | 1–0           |
| 2009–10 | الدوري الأوروبي      | 4        | رومانيا          | دينامو بوخارست      | 0–1               | 1–2           |
| 2009–10 | الدوري الأوروبي      | 4        | تركيا            | غلطة سراي           | 1–0               | 1–1           |
| 2009–10 | الدوري الأوروبي      | 4        | اليونان          | باناثينايكوس        | 0–1               | 0–1           |
| 2010–11 | الدوري الأوروبي      | Q3       | جورجيا           | دينامو تبليسي       | 2–0               | 1–1           |
| 2010–11 | الدوري الأوروبي      | Play-off | إيطاليا          | يوفنتوس             | 1–2               | 0–1           |
| 2011–12 | دوري أبطال أوروبا    | Q2       | المجر            | مول فيهيرفار        | 2–0               | 2–3           |
| 2011–12 | دوري أبطال أوروبا    | Q3       | جورجيا           | زستافوني            | 1–0               | 1–1           |
| 2011–12 | دوري أبطال أوروبا    | PO       | بيلاروس          | باتي بوريسوف        | 0–2               | 1–1           |
| 2011–12 | الدوري الأوروبي      | 4        | روسيا            | لوكوموتيف موسكو     | 1–2               | 1–3           |
| 2011–12 | الدوري الأوروبي      | 4        | اليونان          | أيك أثينا           | 1–3               | 2–1           |
| 2011–12 | الدوري الأوروبي      | 4        | بلجيكا           | رويال أندرلخت       | 0–2               | 0–3           |
| 2013–14 | الدوري الأوروبي      | Q2       | آيسلندا          | بريدابليك           | 0–1               | 0–0           |
| 2015–16 | الدوري الأوروبي      | Q3       | روسيا            | روبين كازان         | 2–3               | 1–1           |
| 2017–18 | الدوري الأوروبي      | Q2       | الجبل الأسود     | ملادوست بودغوريتسا  | 0–1               | 3–0           |
| 2017–18 | الدوري الأوروبي      | Q3       | تركيا            | فنربخشة             | 1–2               | 1–1           |
| 2018–19 | دوري أبطال أوروبا    | Q2       | هولندا           | أياكس أمستردام      | 1–3               | 0–2           |
| 2018–19 | الدوري الأوروبي      | Q3       | قبرص             | أيك لارنكا          | 0–2               | 0–5           |
| 2019–20 | الدوري الأوروبي      | Q2       | النرويج          | هاوغسوند            | 2–1               | 0–2           |

## اللاعبين

### تشكيلة الفريق
آخر تحديث 7 فبراير 2021.
ملاحظة: تشير الأعلام إلى المنتخب الوطني على النحو المحدد في قواعد الأهلية للفيفا. قد يحمل اللاعبون أكثر من جنسية واحدة غير تابعة للفيفا.
| الرقم | البلد           | المركز | اللاعب                            |
| ----- | --------------- | ------ | --------------------------------- |
| 4     | سلوفينيا        | مدافع  | جون جورينك ستانكوفيتش             |
| 5     | سويسرا          | مدافع  | جريجوري وثريتش                    |
| 6     | النمسا          | مدافع  | ديفيد نيميث (معار من نادي مينز 2) |
| 9     | ألبانيا         | مهاجم  | بيكيم بالاي                       |
| 10    | جورجيا          | وسط    | Otar Kiteishvili                  |
| 11    | البوسنة والهرسك | مدافع  | يوسف غازيبيغوفيتش                 |
| 13    | النمسا          | وسط    | ياكوب يانتشر                      |
| 14    | النمسا          | مدافع  | بول كومبوسش                       |
| 15    | النمسا          | وسط    | سيباستيان زيتل                    |
| 17    | النمسا          | وسط    | لوكاس جاغر                        |
| 18    | النمسا          | وسط    | فيليب هوسبيك                      |
| 19    | النمسا          | وسط    | أندرياس كوين                      |

| الرقم | البلد  | المركز | اللاعب              |
| ----- | ------ | ------ | ------------------- |
| 20    | النمسا | مهاجم  | كيفين فريسينبيتشلير |
| 23    | غانا   | مهاجم  | كلفن يبواه          |
| 24    | النمسا | مدافع  | ساندرو انجوليتش     |
| 25    | النمسا | وسط    | ستيفان هيرلندر      |
| 27    | النمسا | حارس   | يورغ سيبنهاندل      |
| 29    | زامبيا | مهاجم  | فرانسيسكو مويبو     |
| 30    | النمسا | وسط    | إيفان ليوبيتش       |
| 32    | النمسا | حارس   | توبياس شوتزينور     |
| 33    | كوسوفو | وسط    | دردان شبنهاكسهاج    |
| 35    | النمسا | مدافع  | نيكلاس جيرهوفر      |
| 36    | النمسا | مدافع  | فنسنت ترومر         |
| 44    | مالي   | مدافع  | أمادو دانتي         |

### اللاعبون المعارون
| الجنسية | المركز | الاسم            | النادي المعار إليه           |
| ------- | ------ | ---------------- | ---------------------------- |
| النمسا  | حارس   | كريستوفر جولياني | كابفنبرج (حتى 30 يونيو 2021) |
| النمسا  | مهاجم  | أوليفر باتشر     | كابفنبرج (حتى 30 يونيو 2021) |

| الجنسية | المركز | الاسم         | النادي المعار إليه           |
| ------- | ------ | ------------- | ---------------------------- |
| النمسا  | وسط    | وينفريد أمواه | كابفنبرج (حتى 30 يونيو 2021) |

### أرقام المتقاعدين
| الرقم | الجنسية | المركز | الاعب                        |
| ----- | ------- | ------ | ---------------------------- |
| 3     | النمسا  | مدافع  | غونتر نويكيرشنر ‏ (1989-2006) |
| 7     | النمسا  | مهاجم  | ماريو هاس (1993-2012)        |

## التاريخ الإداري
هذه قائمةٌ تضمُّ مدربي نادي شتورم غراتس منذ عام 1945 حتى حزيران/يونيو 2020:
| - ليوبولد كروشيتس (1945-1946) - جوزيف مولتسر (1946-1949) - لودفيج دوريك (1950) - فرانز تشيرنيكي (1951–52) - كارل ديكر (1952–54) - يانوس جيردوف (1954) - هانز جميندل (1955) - رودولف ستريتش (1 يوليو 1955-30 يونيو 1956) - جوزيف بلوم (1956-58) - لودفيج دوريك (1958-60) - يانوس سيب (1960–61) - أوتو مولباور (1961) - أوتو رامبف (1961–62) - لاجوس لورينزي (1962–63) - أوتو رامبف (1963) - رودولف سوشانك (1963–64) - كارل أدامك (1965–66) - فرانز فوكس (1966–67) - كارل كوانز (1967) - جيرد سبرينغر (1967–70) - يانوس سيب (1970–71) - أوتو رامبف (1971) - أدولف ريمي (1971–72) - كارل شليشتا (1972–77) - غونتر بوليتش (1977-80) - أوتو باريتش (1 يوليو 1980-30 يونيو 1982) | - جيرنوت فرايدل (1 يوليو 1982-9 أبريل 1984) - روبرت بفلوج (10 أبريل 1984-23 سبتمبر 1984) - هيرمان ستيسل (24 سبتمبر 1984-30 يونيو 1985) - إيفان ماركوفيتش (1 يوليو 1985-12 أكتوبر 1985) - فرانز ميكشا (13 أكتوبر 1985 - 30 يونيو 1986) - والتر لوشر (1 يوليو 1986-24 سبتمبر 1988) - مانفريد شتاينر (دولي) (24 سبتمبر 1988-31 أكتوبر 1988) - أوتو باريتش (1 أكتوبر 1988 - 30 يونيو 1989) - أوتو ستاريك (1 يوليو 1989-1 نوفمبر 1991) - روبرت بفلوج (1 نوفمبر 1991 - 1 أكتوبر 1992) - لاديسلاف جوركيمك (1 نوفمبر 1992 - 30 يونيو 1993) - ميلان دوريتشيش (1 يوليو 1993-30 يونيو 1994) - إيفيكا أوسيم (1 يونيو 1994-14 سبتمبر 2002) - فرانكو فودا (14 سبتمبر 2002-31 مايو 2003) - جيلبرت جريس (1 يوليو 2003-31 أغسطس 2003) - ميهايلو بتروفيتش (1 سبتمبر 2003-31 مايو 2006) - فرانكو فودا (1 يوليو 2006-12 أبريل 2012) - توماس كريستل (12 أبريل 2012-31 مايو 2012) - بيتر هيبالا (1 يونيو 2012-22 أبريل 2013) - ماركوس شوب (22 أبريل 2013-3 يونيو 2013) - داركو ميلانيتش (4 يونيو 2013-23 سبتمبر 2014) - جانثر نوكيرشنر (23 سبتمبر 2014-30 سبتمبر 2014) - فرانكو فودا (30 سبتمبر 2014-31 ديسمبر 2017) - هيكو فوغل (1 يناير 2018-05 نوفمبر 2018) - جانثر نوكيرشنر (05 نوفمبر 2018-12 نوفمبر 2018) - رومان ماهليش (12 نوفمبر 2018-31 يونيو 2019) - نيستور إل مايسترو (1 يوليو 2019-25 يونيو 2020) |

## إدارة النادي
الإدارة
- الرئيس: كريستيان جوك

الجهاز الفني
- المدرب:
- مساعد المدرب:
- مدرب حراس المرمى: ستيفان لوك
- مدرب فريق الشباب والهواة: محمد السهلي